# Earl of Northampton
Earl of Northampton ist ein erblicher britischer Adelstitel, der fünfmal in der Peerage of England verliehen wurde.

## Liste der Earls of Northampton

### Earls of Northampton (Earl of the Honour of Huntingdon and Northampton), erste Verleihung (1072)
- Waltheof (1050–1076)

### Earls of Northampton (Earl of the Honour of Huntingdon and Northampton), zweite Verleihung (um 1080)
- Simon I. de Senlis († 1111/13)
- Simon II. de Senlis (1103–1153)
- Simon III. de Senlis (1138–1184)

### Earls of Northampton, dritte Verleihung (1337)
- William de Bohun, 1. Earl of Northampton (um 1310–1360)
- Humphrey de Bohun, 7. Earl of Hereford, 2. Earl of Northampton (1342–1373)

### Earls of Northampton, vierte Verleihung (1604)
Nachgeordnete Titel: Baron Howard of Marnhull (1604)
- Henry Howard, 1. Earl of Northampton (1540–1614)

### Earls of Northampton, fünfte Verleihung (1618)
Nachgeordnete Titel: 1.–5. Earl: Baron Compton (1572)
- William Compton, 1. Earl of Northampton († 1630)
- Spencer Compton, 2. Earl of Northampton (1601–1643)
- James Compton, 3. Earl of Northampton (1622–1681)
- George Compton, 4. Earl of Northampton (1664–1727)
- James Compton, 5. Earl of Northampton (1687–1754)
- George Compton, 6. Earl of Northampton (1692–1758)
- Charles Compton, 7. Earl of Northampton (1737–1763)
- Spencer Compton, 8. Earl of Northampton (1738–1796)
- Charles Compton, 1. Marquess of Northampton, 9. Earl of Northampton (1760–1828), 1812 zum Marquess of Northampton, Earl Compton und Baron Wilmington erhoben
- Spencer Compton, 2. Marquess of Northampton, 10. Earl of Northampton (1790–1851)
- Charles Compton, 3. Marquess of Northampton, 11. Earl of Northampton (1816–1877)
- William Compton, 4. Marquess of Northampton, 12. Earl of Northampton (1818–1897)
- William Compton, 5. Marquess of Northampton, 13. Earl of Northampton (1851–1913)
- William Compton, 6. Marquess of Northampton, 14. Earl of Northampton (1885–1978)
- Spencer Compton, 7. Marquess of Northampton, 15. Earl of Northampton (* 1946)

Voraussichtlicher Titelerbe (Heir apparent) ist der einzige Sohn des aktuellen Titelinhabers, Daniel Compton, Earl Compton (* 1973). 